# Iván Babiano
Iván Babiano (Madrid, 1979) es un escritor español de temática LGBT. 
Fue finalista del Premio Odisea con su primera obra, Historia de un deseo, novela que presenta las peripecias de un joven homosexual en Madrid. Su segunda novela, La fuerza del destino, tiene características similares. En la tercera, La serpiente arco iris, entremezcló la novela negra con la narrativa de temática homosexual. La protagonista de la obra era una detective transexual que investiga unos asesinatos.

## Obra
- 2004: Historia de un deseo, finalista del Premio Odisea.
- 2006: La fuerza del destino.
- 2007: La serpiente arco iris.
- 2008: Laberinto de juegos.
- 2008: Cazadores de tesoros.
- 2009: Cerca del Sol.